# John Doeg
John Thomas Godfray Hope Doeg (Guaymas, 7 de Dezembro de 1908 - Redding, 27 de Março de 1978) foi um tenista profissional estadunidense.

## Grand Slam finais

### Simples (1 título)
| Resultado | Ano  | Campeonato         | Oponente      | Placar                |
| Campeão   | 1930 | U.S. Championships | Frank Shields | 10–8, 1–6, 6–4, 16–14 |

### Duplas (2 títulos, 1 vice)
| Resultado | Ano  | Campeonato                  | Parceiro    | Oponentes                   | Placar                    |
| Campeão   | 1929 | U.S. National Championships | George Lott | Berkeley Bell Lewis White   | 10–8, 16–14, 6–1          |
| Vice      | 1930 | Wimbledon                   | George Lott | Wilmer Allison John Van Ryn | 3–6, 3–6, 2–6             |
| Campeão   | 1930 | U.S. National Championships | George Lott | John Van Ryn Wilmer Allison | 8–6, 6–3, 4–6, 13–15, 6–4 |